# Oppmanna-Vånga församling
Oppmanna-Vånga är en församling i Villands och Gärds kontrakt i Lunds stift. Församlingen ligger i Kristianstads kommun i Skåne län och utgör ett eget pastorat.

## Administrativ historik
Församlingen bildades 2017 genom sammanläggning av Oppmanna och Vånga församlingar och utgör därefter ett eget pastorat..

## Kyrkor
- Oppmanna kyrka
- Vånga kyrka